# Kanton L'Étang-Salé
L'Étang-Salé is een kanton van het Franse overzees departement Réunion. Het kanton maakt deel uit van de arrondissementen Saint-Pierre en Saint-Paul.
Het kanton omvatte tot 2014 uitsluitend de gemeente L'Étang-Salé.
Bij de herindeling van de kantons ingevolge het decreet van 24 februari 2014 , met uitwerking op 22 maart 205, werden daaraan toegevoegd :
- de gemeente les Avirons
- een zuidelijk deel van de gemeente Saint-Leu